# Teaterladan
Teaterladan (deutsch Theaterlagerhaus), offiziell Hedemora Gamla Theater, ist ein Theater in Hedemora, Dalarnas län, Schweden. Es ist das Schwedens ältestes Theatergebäude dieser Art und wurde in der zweiten Hälfte der 1820er-Jahre von einem lokalen Großhändler errichtet. Von den drei Etagen wurden die unteren zwei ursprünglich als Getreidelager genutzt und die oberste als Theater. Das Gebäude ist eines der drei erhaltenen Lagerhaustheater und wurde 1964 unter Denkmalschutz gestellt. Andere Lagerhaustheater sind Gamla teatern in Vadstena und Gamla teatern in Eskilstuna.
Hedemoras Theater ist Teil der Europastraße Historische Theater.
Zwischen 1829 und 1888 wurde das Theater regelmäßig bespielt. Anschließend wurde das Gebäude von der Heilsarmee genutzt. Ab 1910 stand es leer und verfiel. Anlässlich des 500-jährigen Stadtjubiläums wurde das Theater in Stand gesetzt und 1946 von Kronprinz Gustav Adolf wiedereingeweiht.

Im Sommerhalbjahr werden im Theater Stücke aufgeführt und Konzerte veranstaltet. Die erste Etage und ein Teil des Erdgeschosses dienen heute zur Bewirtung der Theatergäste. Im Erdgeschoss befindet sich zudem ein kleines Theatermuseum mit einer Abteilung zu August Lindberg, einem Schauspieler aus Hedemora.

## Bildgalerie

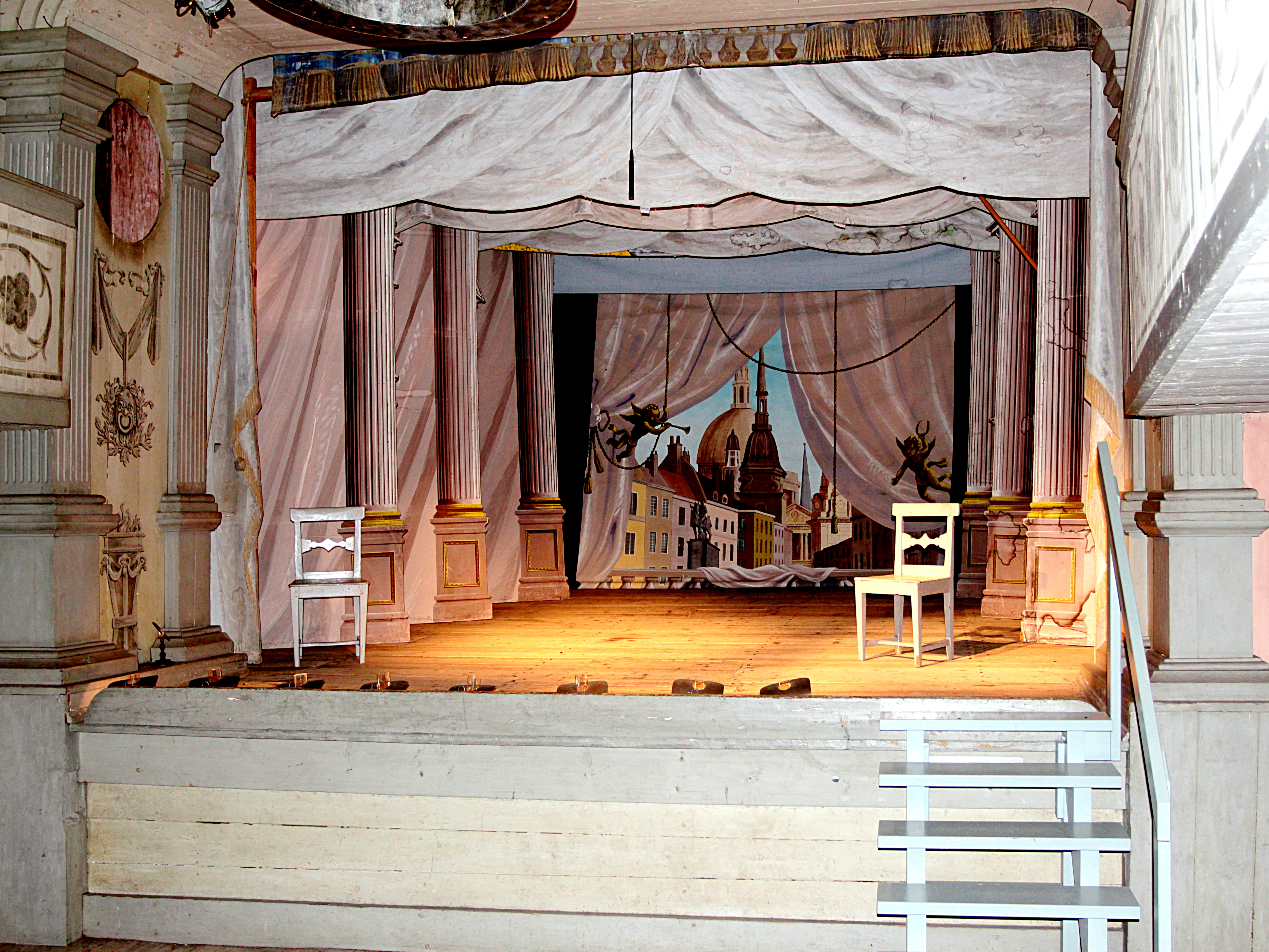
Bühne
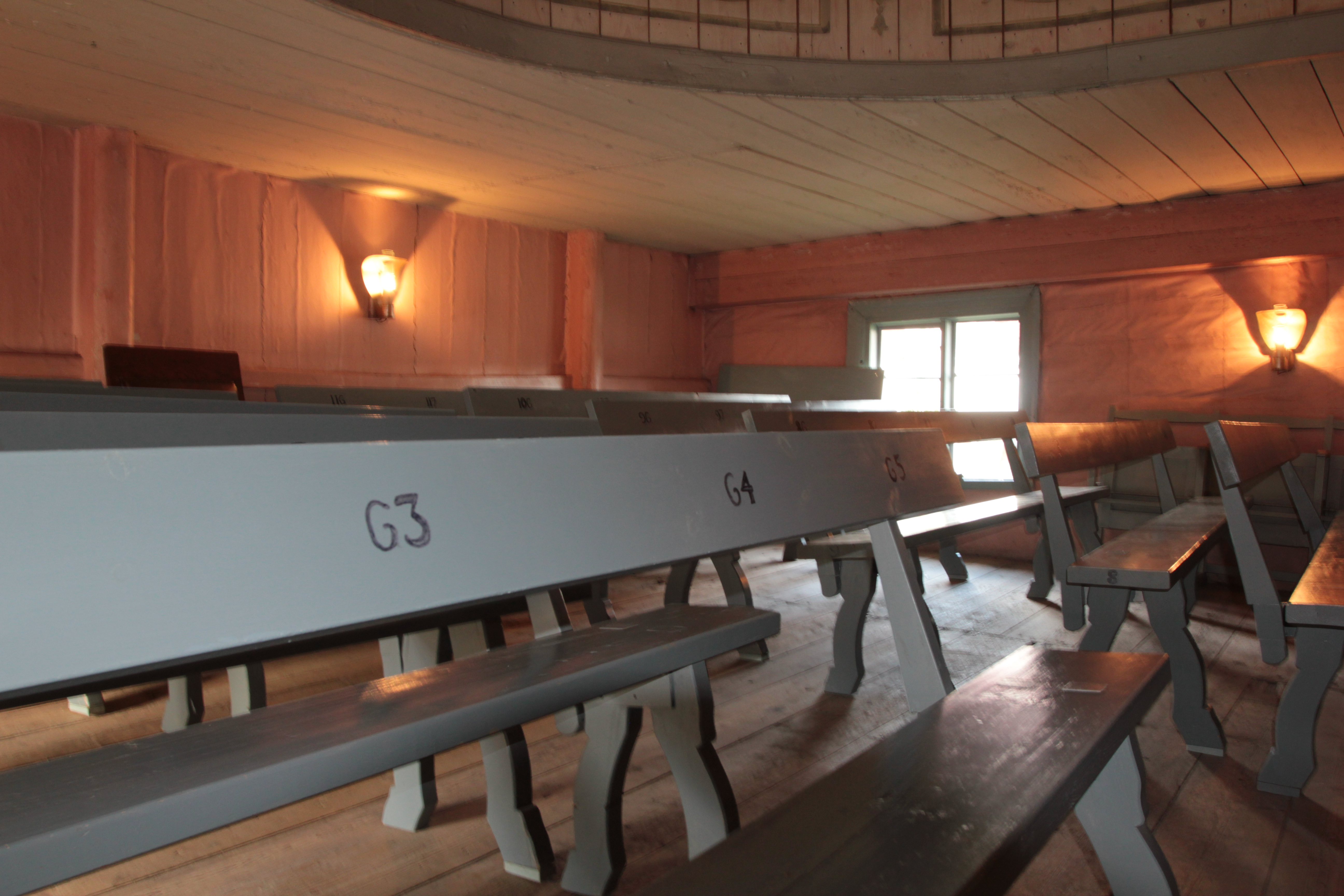
Sitzbänke des Zuschauerraumes
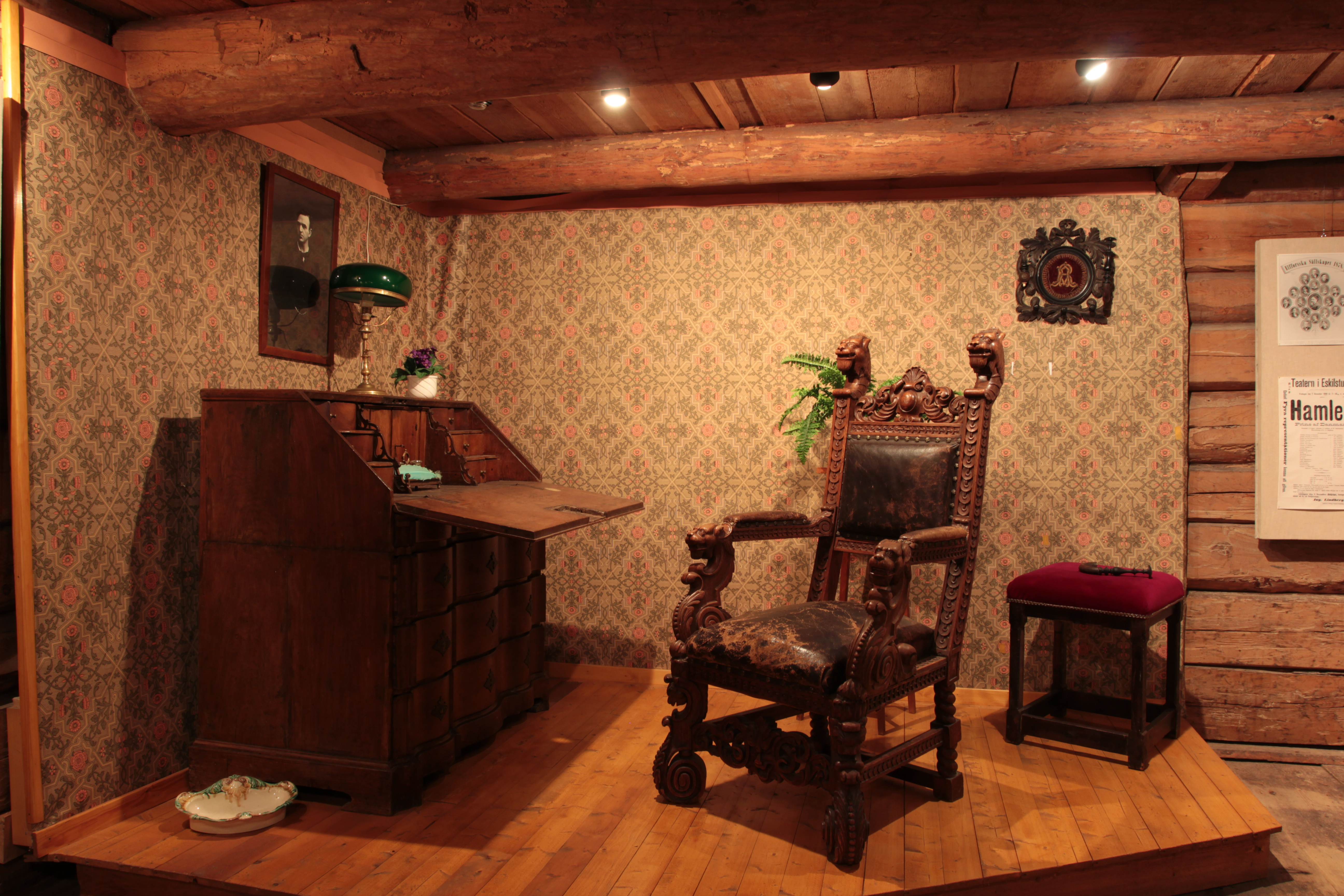
August-Lindberg-Ecke, Teil der Ausstellung